# Misselberg
Misselberg är en kommun och ort i Rhein-Lahn-Kreis i förbundslandet Rheinland-Pfalz i Tyskland.
Kommunen ingår i kommunalförbundet Verbandsgemeinde Bad Ems-Nassau tillsammans med ytterligare 27 kommuner.